# Geldern
Geldern – miasto w Niemczech, w kraju związkowym Nadrenia Północna-Westfalia, w rejencji Düsseldorf, w powiecie Kleve.

## Geografia
Miasto położone jest nad lewym brzegiem Renu. Podzielone jest na osiem dzielnic:
- Geldern
- Hartefeld
- Kapellen
- Lüllingen
- Pont
- Veert
- Vernum
- Walbeck

## Historia

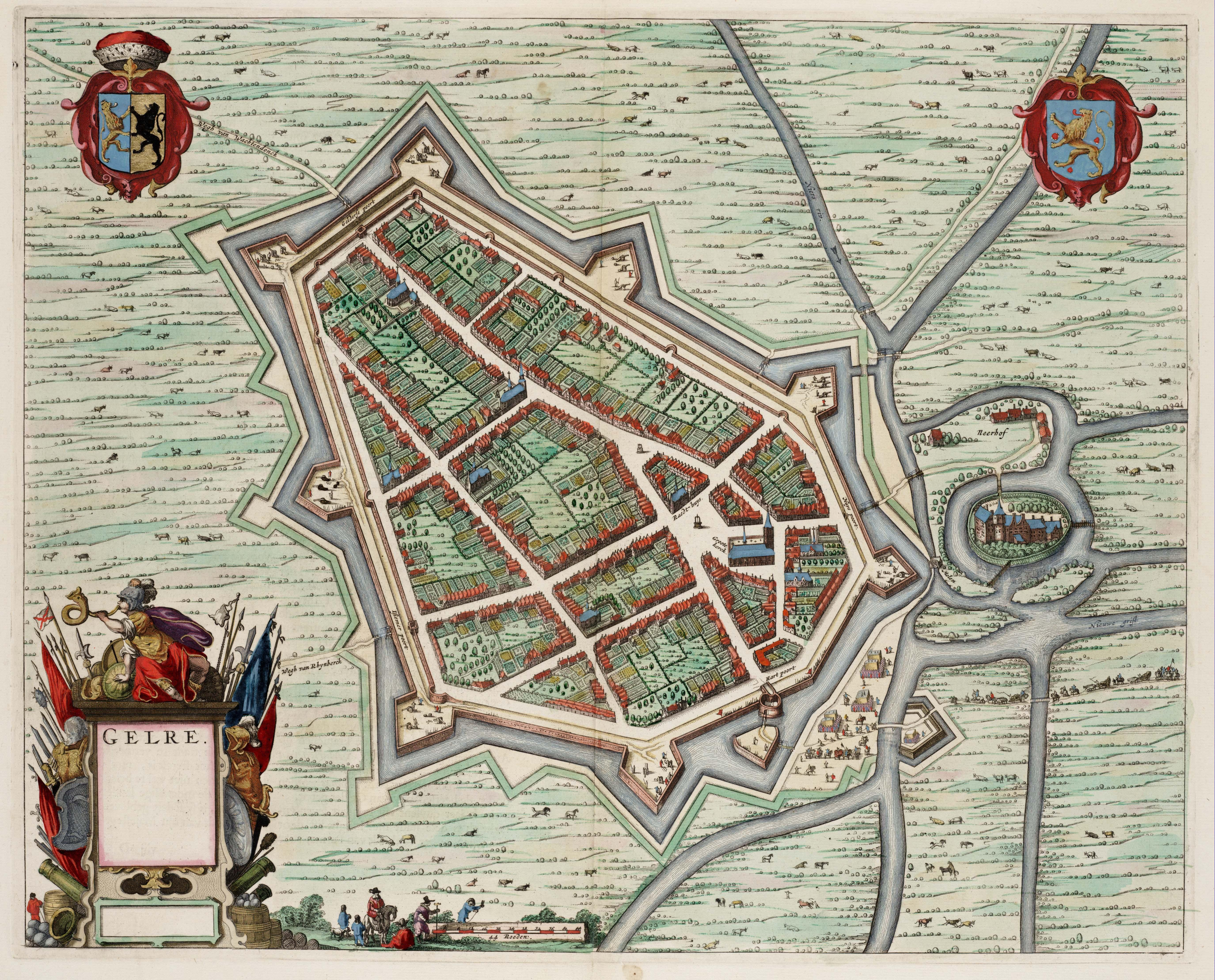
Geldern za panowania hiszpańskiego

Legenda mówi, że w 878 roku, uciekano tu przed ziejącym ogniem smokiem. Znaleziono go pod drzewem, a jeden z mieszkańców przebił włócznią smoka. Gdy smok umarł, krzyknięto trzy razy „Gerle”! Miasto zostało następnie ufundowane przez panów z Pont na pamiątkę tego czynu.
Pierwsza pisemna wzmianka o Geldern sięga 812, gdy leżało w granicach Imperium Karolińskiego. Nazwa miasta występowała w różnych wersjach np. Gelre, Gielra, Gellero, Gelera i tym podobne. Po rozpadzie państwa od ok. połowy IX w. w granicach Lotaryngii, a po jej rozdrobnieniu stolica Geldrii. Prawa miejskie Geldern uzyskało w XIII w. od hrabiego Geldrii Ottona II.
Geldern od 1556 znajdowało się pod panowaniem Hiszpanii, utracone po wojnie o sukcesję hiszpańską w 1713 na rzecz Prus. W 1794 włączone do Francji, od 1815 ponownie w granicach Prus, wraz z którymi w 1871 weszło w skład Niemiec.

## Zabytki

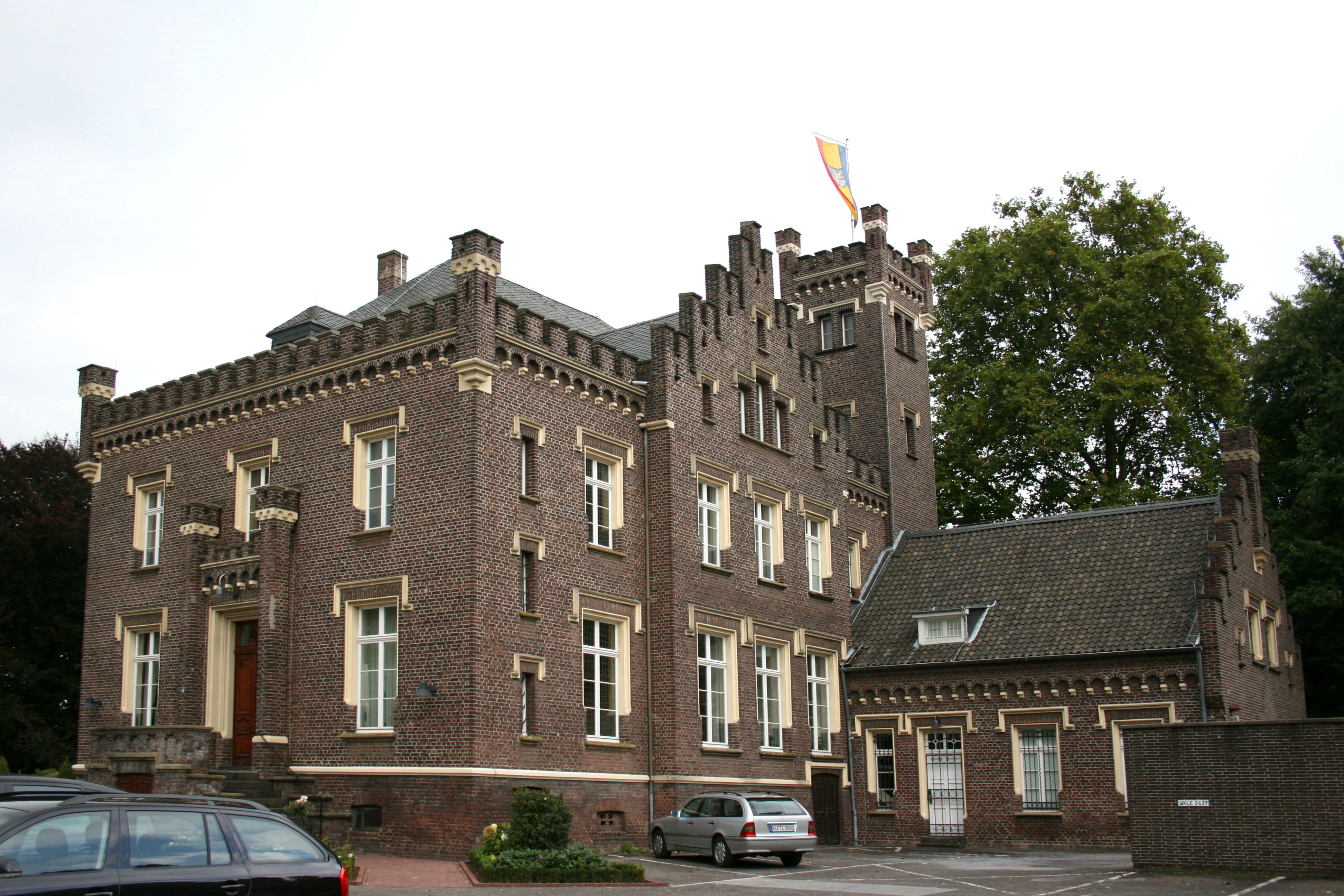
Ratusz

- 15 kościołów i kaplic
- 22 krzyże
- sześć wiatraków
- młyn wodny
- 36 gospodarstw rolnych
- dziesięć dworów
- cztery wille
- 102 budynki mieszkalne i handlowe
- dworzec kolejowy
- dwanaście innych zabytków

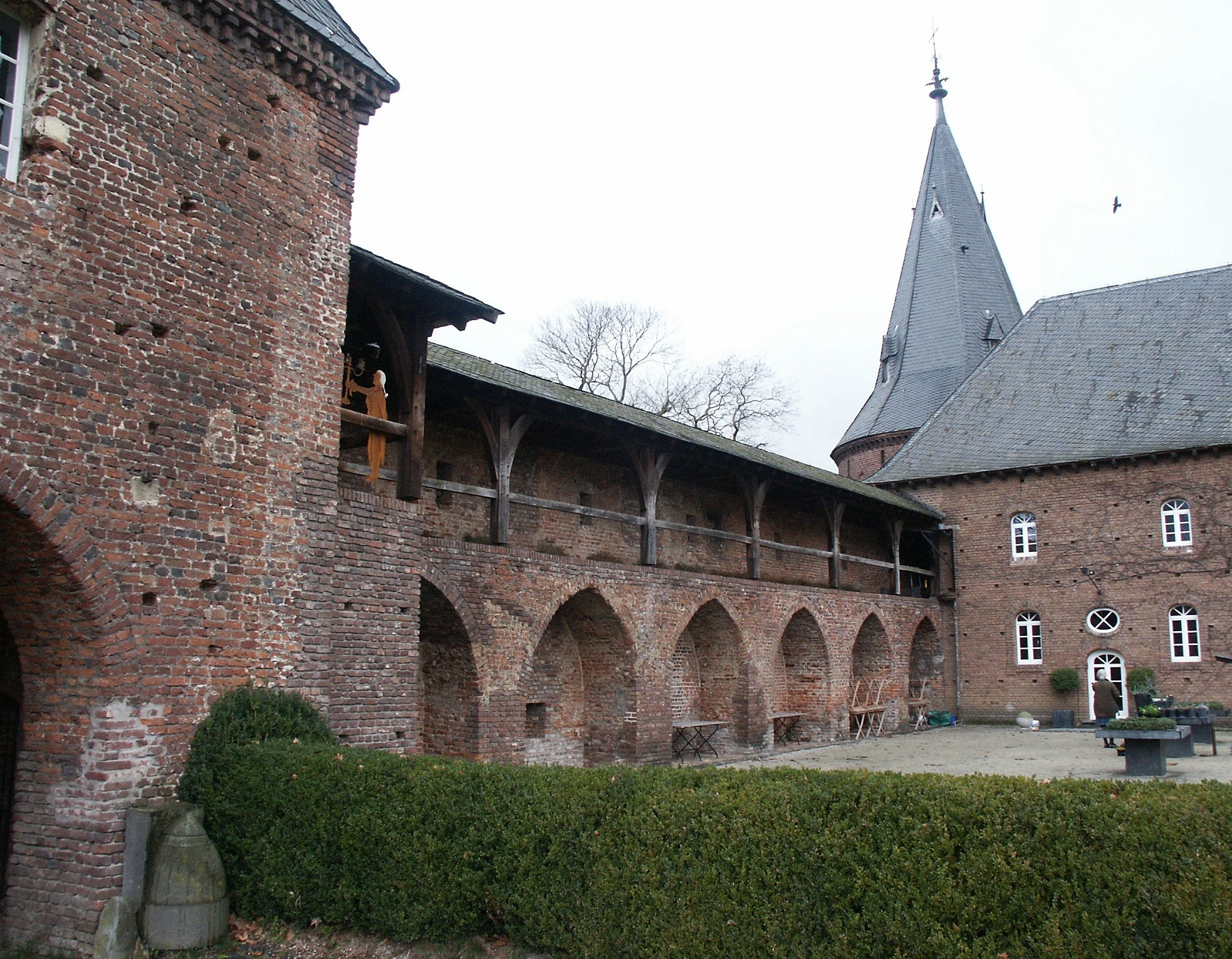
Zamek Haag
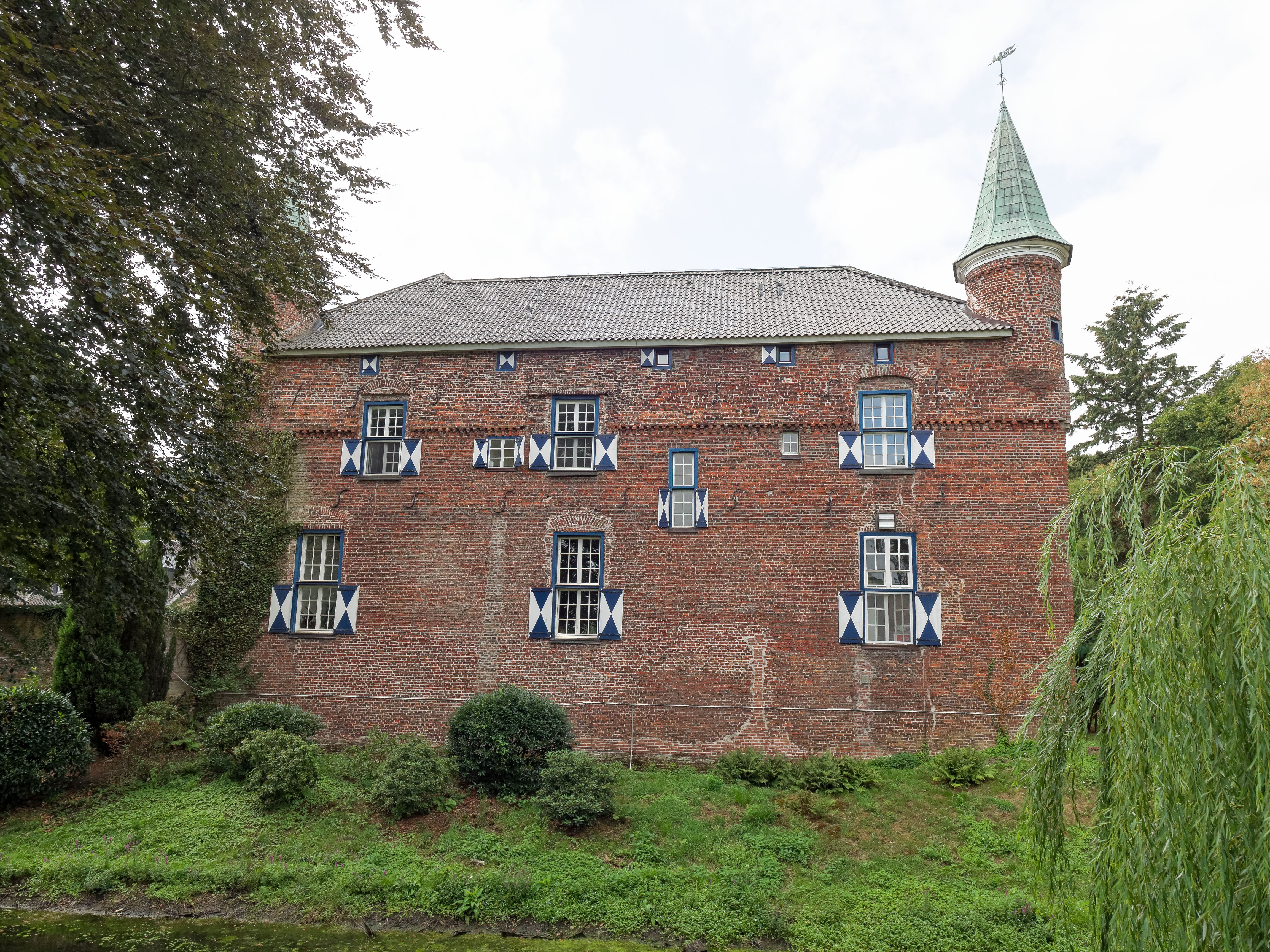
Zamek Walbeck
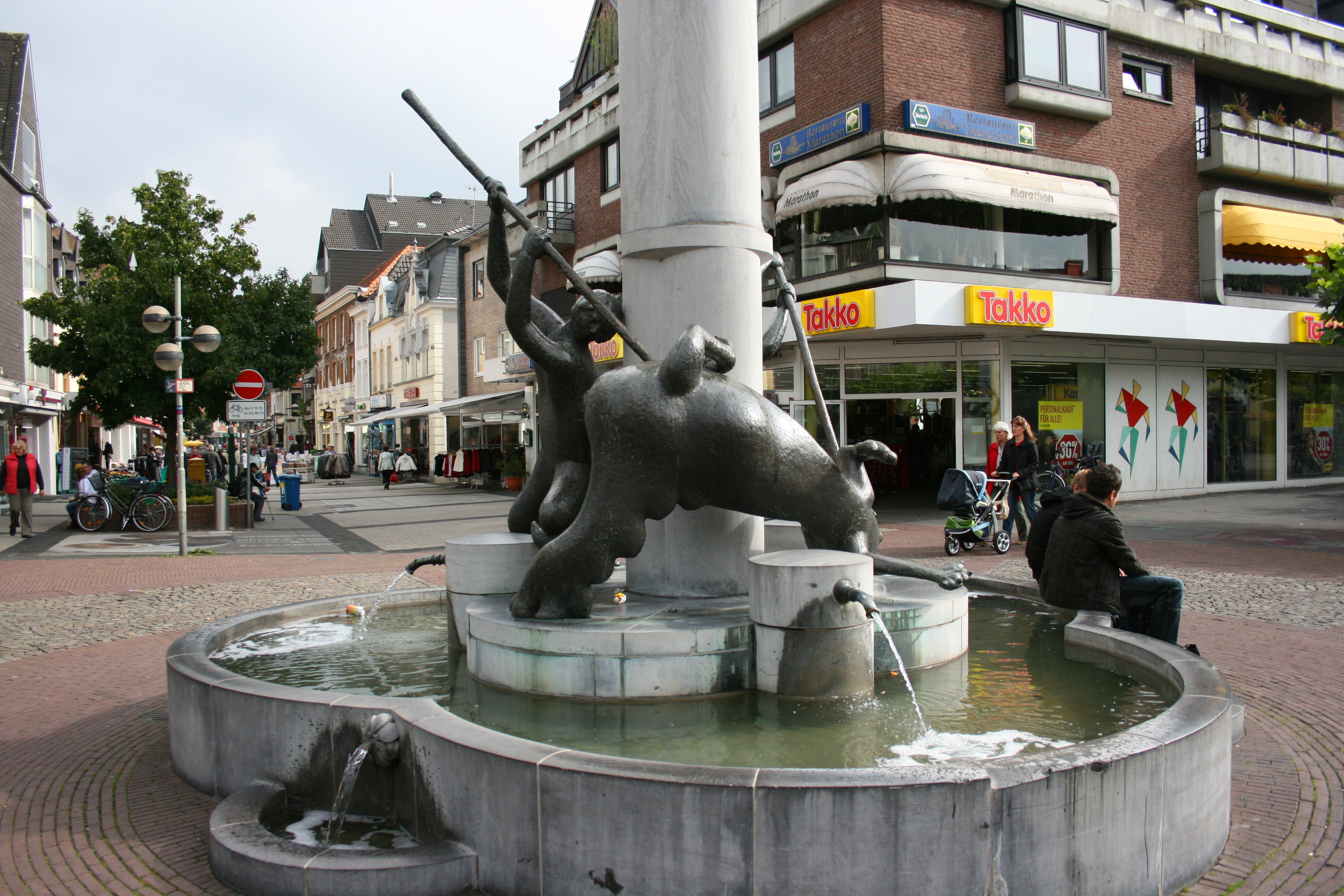
Studnia
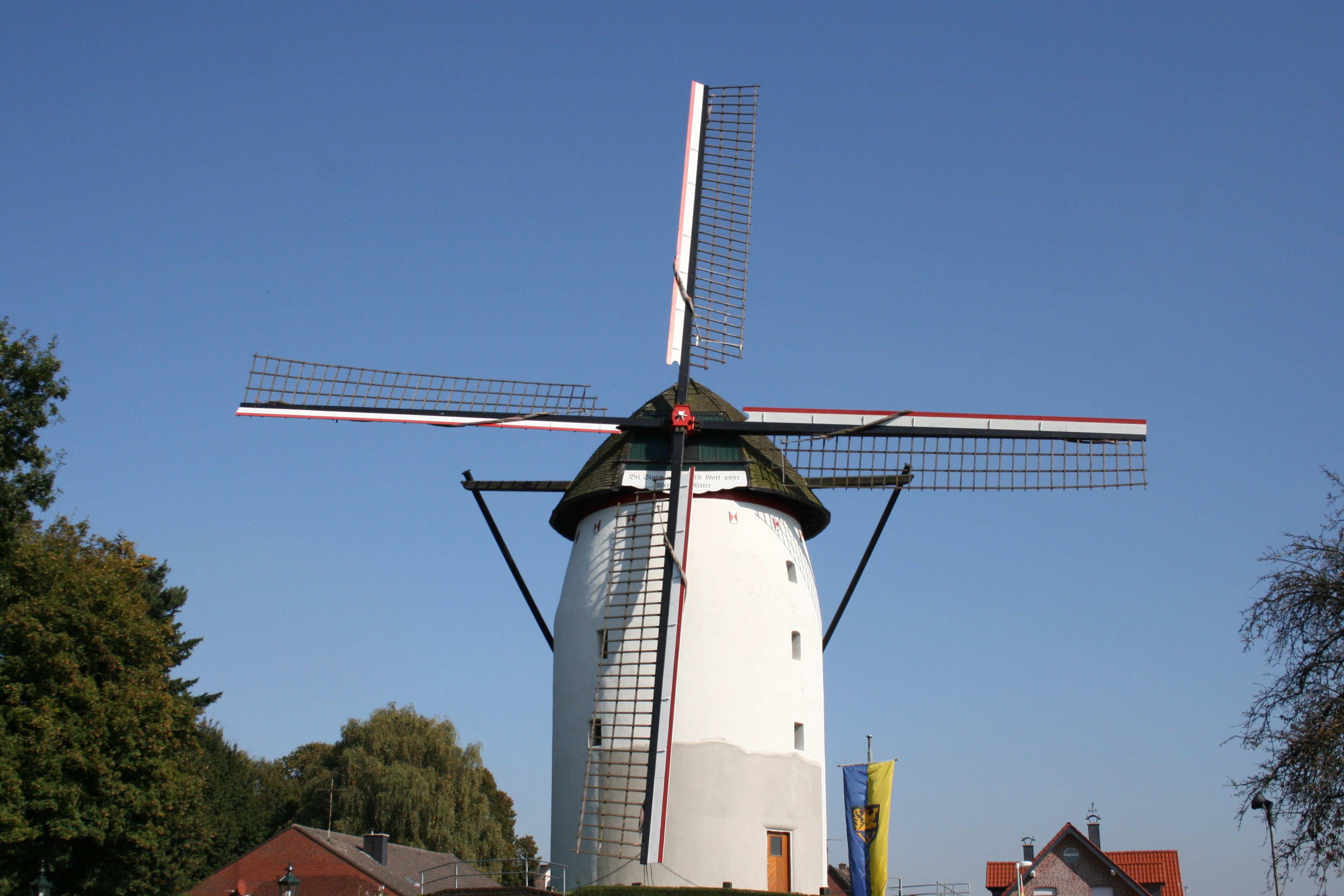
Wiatrak

## Religia

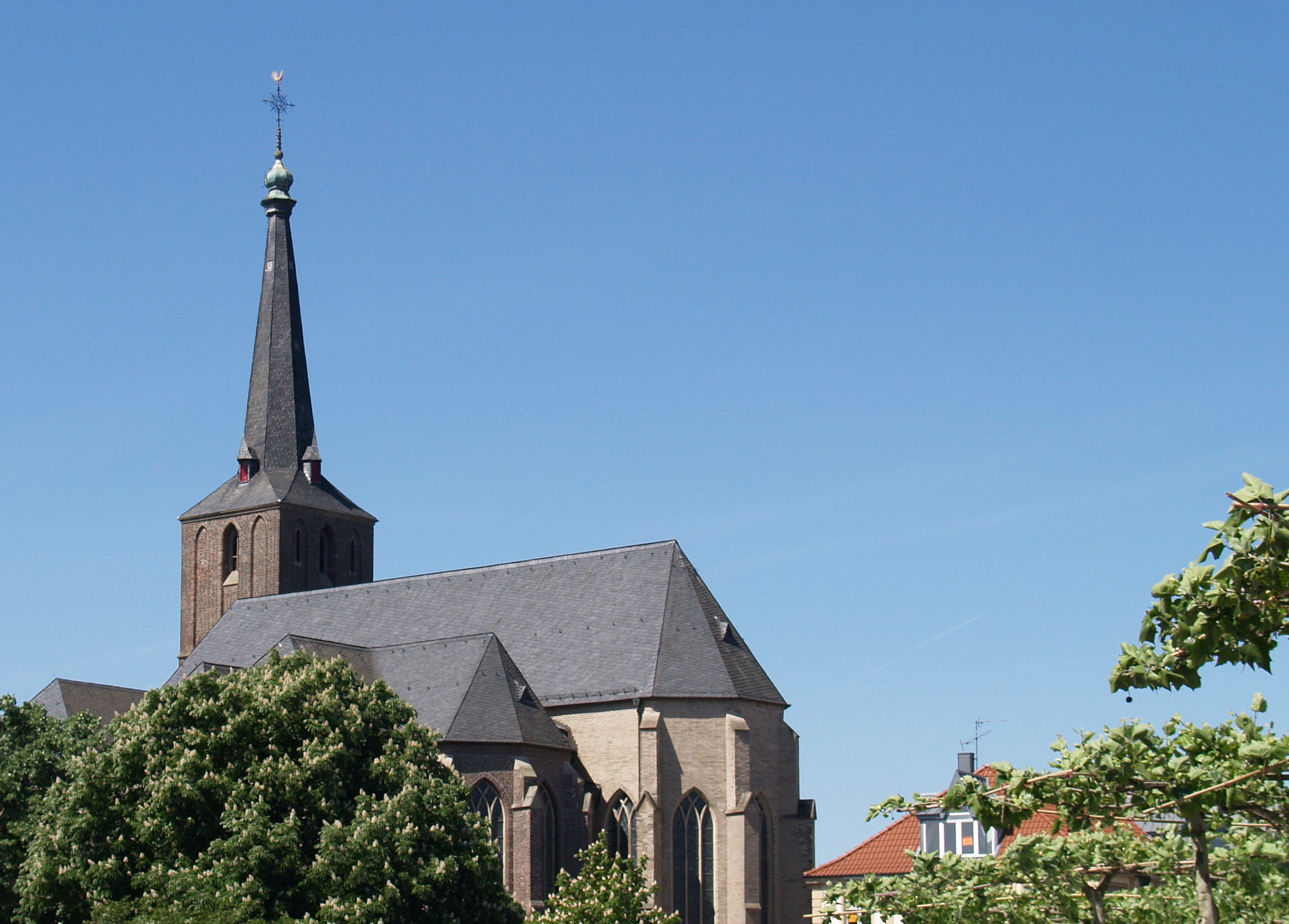
Kościół św. Marii Magdaleny

Ludność miasta jest w większości wiary katolickiej. W większości dzielnic są katolickie kościoły, znaczenie historyczne ma kościół parafialny pod wezwaniem Świętej Marii Magdaleny (St. Maria Magdalena) na rynku Gelderner. Istnieją dwa kościoły protestanckie: Kościół Ducha Świętego (Heilig-Geist), także na rynku Gelderner i inny w dzielnicy Walbeck. W wyniku imigracji, w ostatnich dziesięcioleciach pojawiła się społeczność muzułmańska.

## Współpraca
Miejscowości partnerskie:
- Bree, Belgia
- Fürstenberg/Havel, Brandenburgia